# Alitaje
Alitaje (también llamada popularmente El Alitaje) es una localidad y pedanía española perteneciente al municipio de Pinos Puente, en la provincia de Granada. Está situada en la parte noroccidental de la comarca de la Vega de Granada. Cerca de esta localidad se encuentran los núcleos Pinos Puente capital, Pedro Ruiz, Cantarrana-Buenavista, Fuente Vaqueros y Torrehueca-Torreabeca.
Por esta zona pasa el Camino Real, que unía Granada con la Casa Real del Soto de Roma, situada en Fuente Vaqueros.

## Historia
Alitaje fue una alquería dentro del Reino de Granada. Aún hoy en día se conserva todo el núcleo y alrededores como eran antiguamente, sin encontrarse obstáculos visuales de construcciones modernas por el camino, y manteniéndose la vega en toda su extensión, con las edificaciones de la época y su vegetación autóctona, donde destacan fresnos, álamos u olmos. Los márgenes de las acequias madres y ramales están en su mayoría tal y como las construyeron, por lo que conservan su historia y sus biosistemas intactos.
El aprovechamiento agrario ha sido desde siempre muy productivo, cultivándose gran variedad de especies tanto leñosas —principalmente chopos y frutales—, como herbáceas —trigo, maíz, hortalizas, ajos o cebollas—. Cabe destacar que a principios del siglo XX la vega de Pinos Puente estaba dedicada casi exclusivamente a la remolacha, como demuestran las grandes chimeneas que emergen en las cercanías de la estación de ferrocarril, dedicadas todas ellas a la elaboración de azúcar.

## Demografía
Según el Instituto Nacional de Estadística de España, en el año 2024 Alitaje contaba con 7 habitantes censados.

### Evolución de la población
| Gráfica de evolución demográfica de Alitaje entre 2003 y 2013 |
|                                                               |
| Datos según el nomenclátor publicado por el INE.              |